# Dedryck Boyata
Anga Dedryck Boyata, född den 28 november 1990 i Bryssel, är en belgisk professionell fotbollsspelare som spelar för belgiska Club Brugge.

## Karriär
Den 19 maj 2019 värvades Boyata av tyska Hertha Berlin.